# Irij
Irij (rusky ирий – Irij, polsky Wyraj) je ve slovanské lidové kultuře zvláštní krajinou, ztotožňovanou s rájem, do které v zimě odlétají ptáci a z níž se zas na jaře vrací, ale také z ní čápi přináší děti. Objevuje se také představa stejnojmenné hadí země, která se podobá světu mrtvých – návi.
Podle religionisty Andrzeje Szyjewského znali Slované pouze jeden svět odlišný od pozemského, nazývaný wyraj, irij či ráj, ležící za vodami nebo v ústí Mléčné dráhy, a až později se objevila víru v zemi mrtvých – návi. Vládcem Wyraje je Veles, bůh podsvětí, kterého ztotožňuje s postavami jako jsou východoslovanský Zmiejny Car Ir (Hadí král Ir), lužický Čorny Jurij (Černý Jiří) a jiní hadí králové slovanského folklóru. Slovo odvozuje z praslovanského *raj, které spojuje s perským rayí „bohatství, štěstí“